# Вест Енд-Коб Таун (Алабама)
Вест Енд-Коб Таун (енгл. West End-Cobb Town) насељено је место без административног статуса у америчкој савезној држави Алабама.

## Демографија
По попису из 2010. године број становника је 3.465, што је 459 (-11,7%) становника мање него 2000. године.
| Група             | 2000.         | 2010.         |
| Белци             | 3.030 (77,2%) | 2.604 (75,2%) |
| Афроамериканци    | 785 (20,0%)   | 724 (20,9%)   |
| Азијати           | 2 (0,1%)      | 8 (0,2%)      |
| Хиспаноамериканци | 35 (0,9%)     | 55 (1,6%)     |
| Укупно            | 3.924         | 3.465         |